# Friedrich Wilhelm Füchtner
Friedrich Wilhelm Füchtner (* 23. August 1844 in Seiffen; † 1923) war ein deutscher Kunsthandwerker aus dem Erzgebirge. Er gilt als der Erfinder der modernen Form des Nussknackers.
Friedrich Wilhelm Füchtner erlernte den Beruf eines Zimmermanns. Um 1870 drechselte er einen „Königsnussknacker“, der erstmals die heute bekannte Form und Farbgebung der erzgebirgischen Nussknacker hatte.
In der Werkstatt von Füchtner entstand auch weiterer erzgebirgischer Weihnachtsschmuck, zum Beispiel ein Glockenengel.
Der Handwerksbetrieb wird heute in sechster Generation von Werner Füchtner und dessen Söhnen Volker Füchtner und Gunter Füchtner geführt.